# Ademir da Costa
Ademir Sidnei Ferreira da Costa (, ) é um carateca brasileiro, fundador do estilo Seiwakai.
Foi o primeiro brasileiro a realizar o 100 man Kumite. É fundador e diretor técnico mundial da International Combat Karate Organization Seiwakai, International Martial Arts Organization Seiwakai e da Federação Paulista de Artes Marciais Seiwakai.
Kancho Ademir
Em 1974, Ademir Sidney Ferreira da Costa começou a praticar Karate com 13 anos de idade.  Aos 16 anos, quando era um faixa verde de 62 kg, iniciou brilhante carreira competitiva na luta de contato Kyokushin. Na época, suas lutas travadas contra adversários maiores, mais graduados  e experientes ficaram famosas.
Ademir da Costa foi promovido a faixa marrom por Masutatsu Oyama, fundador do Kyokushin,  devido ao seu notável desempenho, pois com apenas 16 anos (faixa-verde), sagrou-se vice-campeão brasileiro, derrotando vários atletas de nível internacional.
Com 18 anos de idade e 74 kg, Ademir da Costa participou do Campeonato Japonês em que derrotou o mito  Makoto Nakamura  que pela primeira e única vez sofreu uma derrota para um estrangeiro. Assim, o mestre Masutatsu Oyama, reconhecendo mais uma vez o talento de Ademir, entregou-lhe os troféus “Melhor Técnica” e “Melhor Garra” do Campeonato Japonês.
Ademir da Costa foi um dos poucos homens a passar pelo teste das Cem Lutas Consecutivas(Kumite), um combate único, sem interrupções, com cem adversários diferentes, conseguindo a incrível marca de 62 nocautes e empatando as demais lutas.
Sua vida pessoal e carreira na arte marcial tiveram que andar sempre juntas, o que fez com que ele deixasse de lado o seu próprio conforto para se entregar totalmente a arte marcial, com seus princípios éticos e morais.
Em 1996, ele criou um estilo próprio - caracterizado pela praticidade, pela eficiência e pela soma das experiências adquiridas com o passar dos anos - o Karate de Combate  Seiwakai. No mesmo ano, passa a ser responsável e promotor de eventos de Artes Marciais.
Atualmente o Mestre Ademir da Costa dá seminários no mundo inteiro ensinando e demonstrando suas técnicas de combate.
Treina atletas de diferentes modalidades de luta, dá aulas para grupos especiais como: GARRA, GOE e Receita Federal.
É promotor de inúmeros eventos internacionais e empresário de atletas de várias modalidades de luta.

## Títulos
- Campeão Brasileiro na Categoria Absoluto em 1979, 1980, 1983, 1984 e 1985.
- Campeão Sul-Americano na Categoria Absoluto em 1981, 1983, 1985 e 1987.
- Troféu de Melhor Técnica por ter vencido o campeão mundial Makoto Nakamura em 1982.
- Campeão Nipo-Brasileiro na Categoria Absoluto em 1984.
- Quarto Lugar no III Campeonato Mundial em Tóquio em 1984.
- Quarto Karateca do mundo no teste das 100 lutas consecutivas (pelas regras do Karate Kyokushin Oyama) com 62 K.O.s em 1987.
- Quinto Lugar no IV Campeonato Mundial aberto de Tóquio em 1987.